# El Peruano
Diario Oficial El Peruano (em português:  O Diário Oficial Peruano) é um jornal diário oficial do Peru, fundado em 22 de outubro de 1825 por Simón Bolívar, tornando-se o jornal mais antigo ainda existente na América Latina. Além de levar notícias, todas as leis aprovadas no Peru devem ser publicadas pelo El Peruano.
Atualmente, é editado por Delfina Becerra González e publicado pela Companhia Peruana de Serviços Editoriais SA - Editora Peru (Empresa Peruana de Servicios Editoriales SA - EDITORA PERÚ), uma empresa estatal de direito privado. A empresa foi criada como parte do Sistema Nacional de Informações, estabelecida pelo Decreto nº 20550, de 5 de março de 1974. Essa lei incluiu os vários meios de comunicação estatais coletivos sob uma administração unificada, a maioria do qual retornou ao setor privado após a saída do regime militar do poder.

## Histórico
El Peruano foi publicado primeiramente em 22 de outubro de 1825, na capital do Peru, Lima, sob o nome de El Peruano Independiente, um jornal "oficial" criado por Simón Bolívar, que pediu a Tomás de Heres [es] que publicasse uma editoração apoiando sua presença no Peru. Em maio de 1826, o Ministério do Governo declarou o funcionário da publicação e ordenou que as notícias e os documentos relativos à função pública fossem inseridas nele. Seu nome foi mudado para simplesmente El Peruano em 13 de maio daquele ano. O clérigo Lucas Pellicer foi o primeiro redator após a oficialização da publicação.
A Gazeta começou a publicar regras em 15 de novembro de 1826, porque o jornal El Registro Oficial, que foi publicado para esse fim, foi publicado irregularmente. Com o passar do tempo, o El Registro Oficial perdeu sua influência em comparação com El Peruano.
El Peruano passou por diversas mudanças de nomes. Ele já se chamou La Prensa Peruana, sob o comando de José Joaquín de Larriva [es] (1828-1829), El Conciliador, sob o comando de  Felipe Pardo y Aliaga (1830-1834). Passou também a se chamar El Redactor Peruano (1834-1836 e 1838), La Gaceta de Gobierno (1835), El Eco del Protectorado (1836-1839) e El Eco del Norte (1837-1838, em Lima).